# Anderson (Indiana)
Anderson és una població dels Estats Units a l'estat d'Indiana. Segons el cens del 2000 tenia 59.734 habitants.

## Demografia
Segons el cens del 2000, Anderson tenia 59.734 habitants, 25.274 habitatges, i 15.417 famílies. La densitat de població era de 575,9 habitants per km².
Dels 25.274 habitatges en un 27% hi vivien nens de menys de 18 anys, en un 41,4% hi vivien parelles casades, en un 15,1% dones solteres, i en un 39% no eren unitats familiars. En el 33,1% dels habitatges hi vivien persones soles el 14% de les quals corresponia a persones de 65 anys o més que vivien soles. El nombre mitjà de persones vivint en cada habitatge era de 2,28 i el nombre mitjà de persones que vivien en cada família era de 2,87.
Per edats la població es repartia de la següent manera: un 23,2% tenia menys de 18 anys, un 11,2% entre 18 i 24, un 27,6% entre 25 i 44, un 21,3% de 45 a 60 i un 16,6% 65 anys o més.
L'edat mediana era de 36 anys. Per cada 100 dones de 18 o més anys hi havia 85,6 homes.
La renda mediana per habitatge era de 32.577 $ i la renda mediana per família de 39.552 $. Els homes tenien una renda mediana de 31.346 $ mentre que les dones 22.736 $. La renda per capita de la població era de 19.142 $. Entorn del 10,8% de les famílies i el 13,4% de la població estaven per davall del llindar de pobresa.

## Poblacions més properes
El següent diagrama mostra les poblacions més properes.